# 拉文斯布吕克集中营

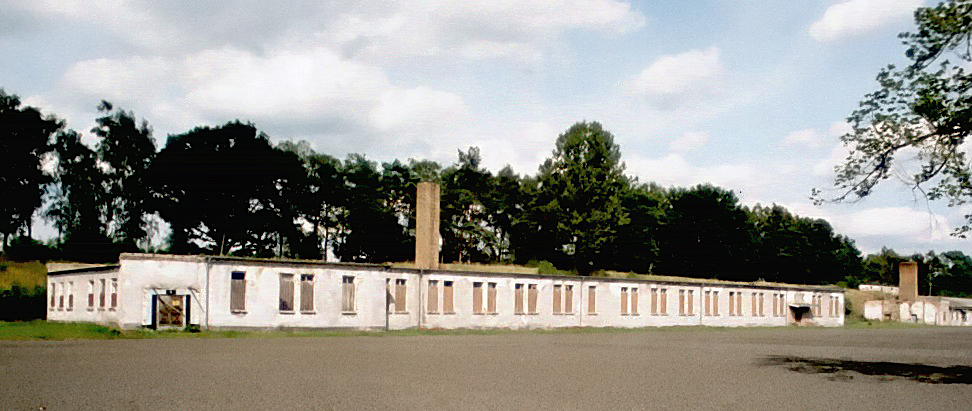
拉文斯布吕克集中营

拉文斯布吕克集中营，是纳粹德国时期的一个集中营，位于柏林以北90公里拉文斯布吕克村附近。拉文斯布吕克集中营于1939年5月启用。关押对象多为妇女。1945年4月30日，苏联军队解放此地。1939年至1945年，约有130,000名女囚在此关押，其中仅有约4万名幸存。

## 曾在此关押的著名人物
- 柯麗·特恩·鮑姆，營救猶太人的荷蘭慈善家。
- 卡尔·塞茨，奥地利政治人物。
- 黄讷亭
- 玛格丽特·布伯-诺伊曼